# WVGA
Wide VGA o WVGA es el abreviado de Wide Video Graphics Array (en español "VGA alargado")
Es cualquier pantalla de altura de 480 pixeles como VGA pero con más pixeles de anchura, como 800×480, 848×480, 852×480 u 854×480.
Estas resoluciones se ven comúnmente en los proyectores LCD y luego en Notebooks y Netbooks, un ejemplo conocido es el ASUS Eee PC 700 series.
A partir del 2009 se generalizaron los móviles con WVGA como Nokia N900, Sony Ericsson XPERIA X2, Sony Xperia E1, HTC HD2, LG GD900, viewpad 7, Motorola Droid, Galaxy S, Nexus S, BlackBerry Torch 9850/9860 y más móviles con esa resolución

## Fuente
- Wikipedia WVGA en inglés.

- Datos: Q1585698